# Banca statale dell'Impero Russo

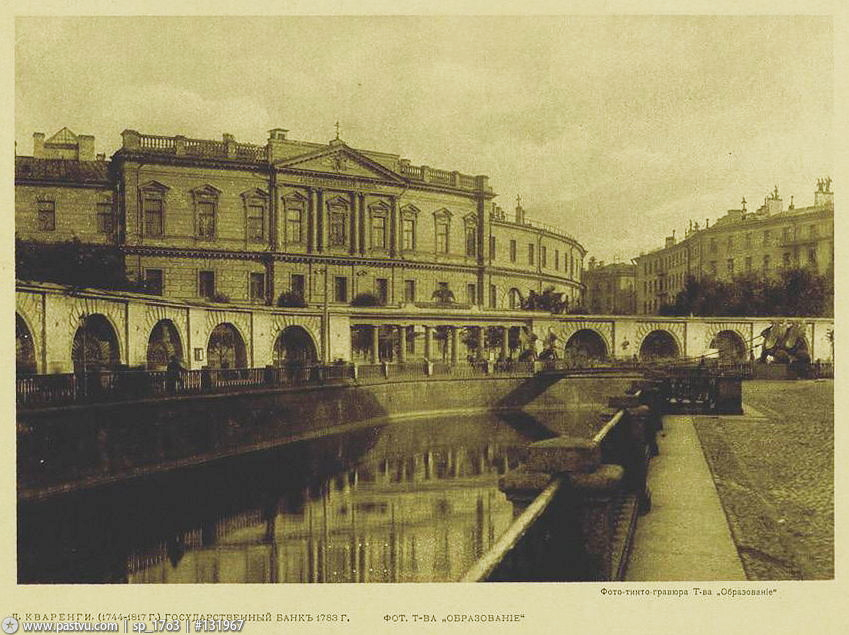
La sede centrale a San Pietroburgo nel 1905

La Banca statale dell'Impero Russo (Государственный банк Российской Империи, Gosudarstvennyj bank Rossijskoj Imperii) fu la banca centrale dell'Impero russo dal 1860 al 1917.

## Storia
La Banca statale fu fondata il 12 giugno 1860. Essa nacque dalla Banca commerciale statale in forza di un ukaz dello zar Alessandro II. L'ukase approvava anche lo Statuto della Banca, in base al quale la stessa era di proprietà dello Stato ed era finalizzata al credito a breve termine all'industria e al commercio.
Celebre fu la succursale di Teheran (che si chiamava Banque d'Escompte et des Prets de Perse) per essere stata occupata nel 1905 all'inizio della Rivoluzione costituzionale persiana.
Prima e durante la Rivoluzione russa si verificarono numerosi assalti alle sedi della Banca da parte dei rivoluzionari di sinistra, fra cui la rapina alla Banca di Tblisi del 1907, guidata da Stalin.
All'inizio del 1917 la Banca statale aveva 11 filiali all'estero, 133 uffici permanenti e 5 temporanei, e 42 agenzie. Tuttavia, il 7 novembre di quell'anno, in seguito alla Rivoluzione russa, la Banca fu liquidata. Successori furono fino al 1922 la Banca Popolare della RSFSR, e poi la Banca statale dell'URSS, detta Gosbank. Dopo la fine dell'Unione Sovietica nel 1991 fu istituita una nuova banca centrale la Federazione Russa, la Banca centrale della Federazione Russa.